# Chanson de l'homme heureux
 (avril 2017).
Si vous disposez d'ouvrages ou d'articles de référence ou si vous connaissez des sites web de qualité traitant du thème abordé ici, merci de compléter l'article en donnant les références utiles à sa vérifiabilité et en les liant à la section « Notes et références ».
Albums de Jean-Roger Caussimon
Il fait soleil
(1975) Au théâtre de la Ville
(1978)
Chanson de l'homme heureux est un album studio de Jean-Roger Caussimon. Paru à l'origine sous forme d'un 33 tours non titré, il est désormais identifié par le titre de la chanson qui ouvre l'album.

## Titres
Les paroles de toutes les chansons sont de Jean-Roger Caussimon.
| 1. | Chanson de l’homme heureux | Claude Vence  | 3 min 03 s |
| 2. | Le Temps d’amour           | Claude Vence  | 2 min 46 s |
| 3. | Des filles comm’ ça        | Éric Robrecht | 3 min 09 s |
| 4. | Les Heures et les Saisons  | Francis Livon | 2 min 49 s |
| 5. | Croisières                 | Éric Robrecht | 2 min 40 s |
| 6. | À toi, ma fille            | Claude Vence  | 3 min 03 s |
| 7. | Hé ! dis, lady…            | Francis Livon | 2 min 35 s |

| 8.  | Si vis pacem                                                                                     | Jean-Marie Sénia | 2 min 28 s |
| 9.  | Le voyage est bien long…                                                                         | Jean-Marie Sénia | 3 min 13 s |
| 10. | Sur un vœu de Paul Éluard                                                                        | Éric Robrecht    | 2 min 55 s |
| 11. | La Commune est en lutte (chanson composée pour la bande originale du film Le juge et l’assassin) | Philippe Sarde   | 2 min 50 s |
| 12. | Enfants, vous n’avez plus de rose…                                                               | Éric Robrecht    | 2 min 42 s |
| 13. | Le Gauchisme à la mode                                                                           | Éric Robrecht    | 3 min 39 s |

## Musiciens
- Cuivres, sax, flûte : Tony Russo, Hamid Belhocine, Teddy Hameline
- Claviers : Georges Arvanitas, Paul Mery, Éric Robrecht
- Accordéon : Joe Rossi
- Guitares, basse, contrebasse : Pierre Cullaz, André Benichou, Frédéric Sylvestre, Sauveur Malia, Alain Bodenes, Patrice Caratini
- Cordes : Roland Stpezak, J.M. Coatantiec, Cécile Jacquillat, Michel Ripoche, Pierre Llinares, Jean-Jacques Wiederker, J.C. Capon, G. Cordellier
- Batterie, percussions : J.P. Batailley
- Chœurs : Anne Vassiliu, Anne Germain, Nicole Darde, Michel Barouille, Jean-Claude Briodin, J. Noves

## Crédits
- Arrangements et direction d’orchestre : Claude Cagnasso, Éric Robrecht
- Prise de son : Gérard Weiss
- Crédits visuels : Raphaël Caussimon
- Direction technique : Jacqueline Ossard